# Термини (Кјети)
Термини (итал. Termini) је насеље у Италији у округу Кјети, региону Абруцо.
Према процени из 2011. у насељу је живело 208 становника. Насеље се налази на надморској висини од 4 м.